# 毛細管電泳
毛細管電泳（Capillary electrophoresis）利用毛細管中被分析的帶電分子在電場作用下，因移動速率不同而達到分離不同分子的目的。

## 原理

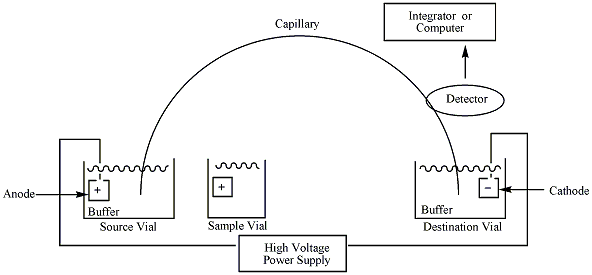
毛細管電泳系統圖

毛細管電泳開始於20世紀60年代。在進行分析時將毛細管內充滿了電解液，毛細管兩端通高壓電，使電解液內帶電分子移到毛細管相反電荷的一端。因為不同分子的大小對電荷比不同，就以不同的速率在管中移動，達到毛細管終點也有快有慢。毛細管電泳既依此探測、分離不同分子。

## 儀器
毛細管電泳系統的主要部件包括一長毛細管，毛細管兩端的液體容器和電極，高壓電源供應器，分子檢測器，和一個數據輸出和處理裝置。荧光檢測法常用於毛細管電泳的樣品檢測。

## 分類
- 毛細管區帶電泳（CZE）
- 毛細管電動色譜（EKCC）
- 毛細管膠束電動色譜（MEKC）
- 毛細管微乳電動色譜（MEEKC）
- 毛細管電色譜（CEC）
- 毛細管凝膠電泳（CGE）
- 毛細管等速電泳（CITP）

## 應用
- DNA定序

## 外部連結
- 毛細管電泳法(capillary electrophoresis, CE) （页面存档备份，存于）